# ماریا لازارو
ماریا لازارو (یونانی: Μαρία Λαζάρου؛ زادهٔ ۳۰ سپتامبر ۱۹۷۲) بازیکن فوتبال اهل یونان است.
از باشگاه‌هایی که در آن بازی کرده‌است می‌توان به باشگاه فوتبال اف‌سی‌آر ۲۰۰۱ دویسبورگ و باشگاه فوتبال پائوک اشاره کرد.
وی همچنین در تیم ملی فوتبال Greece بازی کرده‌است.